# City Lights (nummer)
City Lights is een single van de Belgische zangeres Blanche. Het nummer is geschreven door Pierre Dumoulin. Het is de Belgische inzending voor het Eurovisiesongfestival 2017 in Kiev, Oekraïne. Op 9 mei 2017 bracht ze de halve finale van de liedjeswedstrijd tot een goed einde door door te stoten naar de finale. België werd tijdens de bekendmaking als tiende en laatste land afgeroepen in deze halve finale, om te mogen deelnemen in de finale op 13 mei, alwaar Blanche optrad als 23e van de 26 deelnemende landen.
Blanche werd met "City lights" 4de.

## Commercieel succes
City Lights stond 25 weken in de Ultratop 50 (Vlaanderen), waarvan twee weken op de eerste plaats. Nog nooit stond een Belgische deelnemer zolang in de Ultratop 50. Haar single werd bekroond met platina. Ook in Nederland, Oostenrijk, Zweden en Zwitserland kon Blanche de hitlijsten halen.
In 2018 kreeg City Lights de Music Industry Award voor hit van het jaar 2017.

## Hitlijsten

### VlaamseUltratop 50
| Hitnotering: 18-03-2017 t.e.m. 02-09-2017 | Hitnotering: 18-03-2017 t.e.m. 02-09-2017 | Hitnotering: 18-03-2017 t.e.m. 02-09-2017 | Hitnotering: 18-03-2017 t.e.m. 02-09-2017 | Hitnotering: 18-03-2017 t.e.m. 02-09-2017 | Hitnotering: 18-03-2017 t.e.m. 02-09-2017 | Hitnotering: 18-03-2017 t.e.m. 02-09-2017 | Hitnotering: 18-03-2017 t.e.m. 02-09-2017 | Hitnotering: 18-03-2017 t.e.m. 02-09-2017 | Hitnotering: 18-03-2017 t.e.m. 02-09-2017 | Hitnotering: 18-03-2017 t.e.m. 02-09-2017 | Hitnotering: 18-03-2017 t.e.m. 02-09-2017 | Hitnotering: 18-03-2017 t.e.m. 02-09-2017 | Hitnotering: 18-03-2017 t.e.m. 02-09-2017 |
| Week:                                     | 1                                         | 2                                         | 3                                         | 4                                         | 5                                         | 6                                         | 7                                         | 8                                         | 9                                         | 10                                        | 11                                        | 12                                        | 13                                        |
| ----------------------------------------- | ----------------------------------------- | ----------------------------------------- | ----------------------------------------- | ----------------------------------------- | ----------------------------------------- | ----------------------------------------- | ----------------------------------------- | ----------------------------------------- | ----------------------------------------- | ----------------------------------------- | ----------------------------------------- | ----------------------------------------- | ----------------------------------------- |
| Positie:                                  | 16                                        | 12                                        | 15                                        | 16                                        | 9                                         | 17                                        | 11                                        | 16                                        | 5                                         | 1                                         | 1                                         | 2                                         | 2                                         |
| Week:                                     | 14                                        | 15                                        | 16                                        | 17                                        | 18                                        | 19                                        | 20                                        | 21                                        | 22                                        | 23                                        | 24                                        | 25                                        |                                           |
| Positie:                                  | 3                                         | 10                                        | 10                                        | 15                                        | 19                                        | 25                                        | 32                                        | 25                                        | 33                                        | 34                                        | 28                                        | 42                                        | uit                                       |